# Heidrun Sedlacik

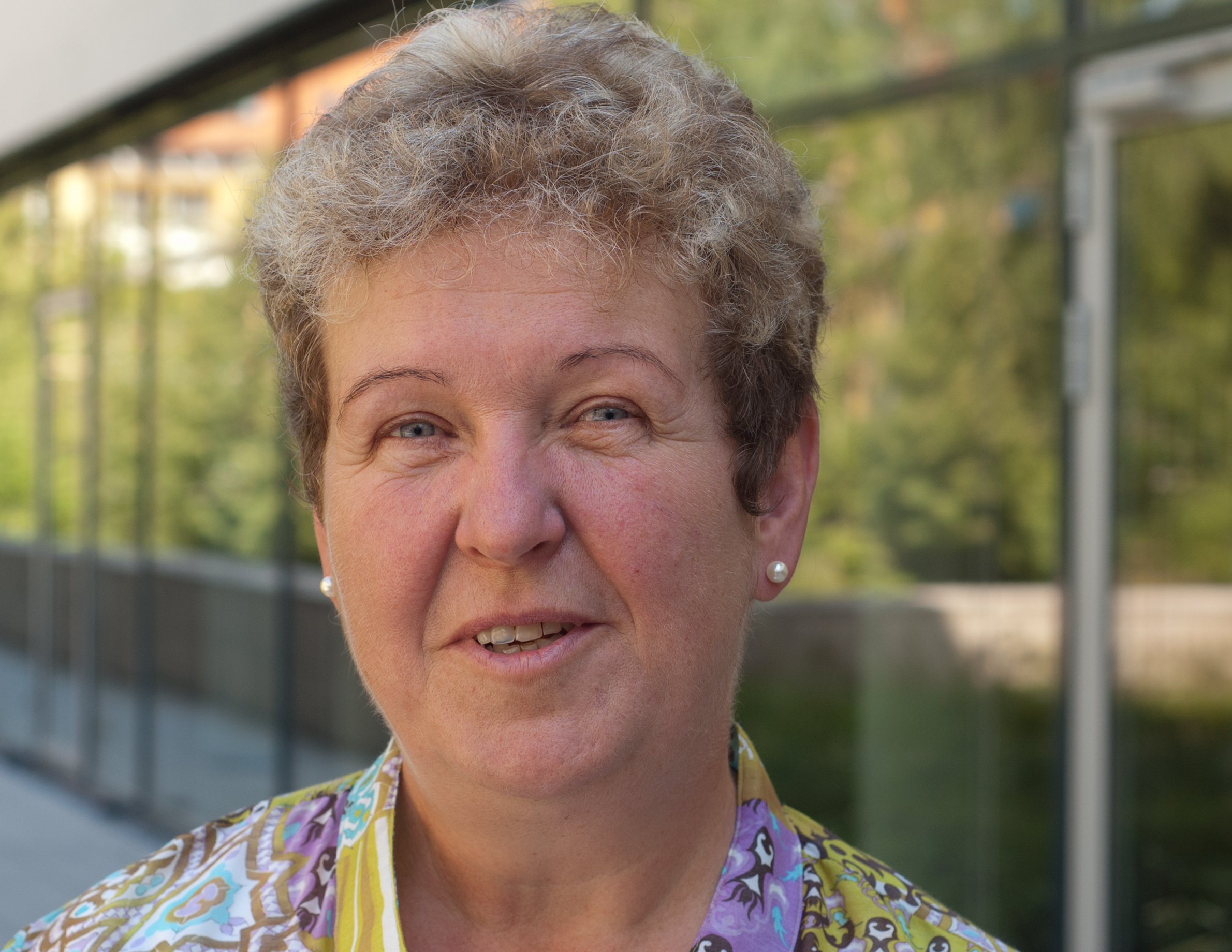
Heidrun Sedlacik im Mai 2011

Heidrun Sedlacik (* 27. April 1952 in Merseburg) ist eine deutsche Politikerin (Die Linke) und war von 1999 bis 2014 Mitglied des Thüringer Landtags.
Von 1958 bis 1968 besuchte sie die Allgemeinbildende Oberschule Mücheln (Geiseltal). Von 1969 bis 1971 absolvierte sie in Halle eine Berufsausbildung mit Abitur zur Rinderzüchterin. In Leipzig schloss sie ihr Studium (1971–1975) als Diplomagraringenieurin ab. Danach war sie Angestellte in landwirtschaftlichen Betrieben des Kreises Zeulenroda. Von 1986 bis 1988 arbeitete sie in der SED-Kreisleitung Zeulenroda. Nach der Wende durchlief Sedlacik Umschulungen und ABM (Fliesenlegerin, Sozialarbeiterin, Umweltberaterin).
Von 1996 bis 2004 war sie ehrenamtliche Bürgermeisterin von Hohenleuben. 1999 wurde sie Mitglied des Thüringer Landtags, dem sie drei Wahlperioden lang angehörte. Zur Landtagswahl 2014 trat sie nicht mehr an.
Heidrun Sedlacik ist verheiratet und hat drei Kinder.